# Solty Rei
Solty Rei (jap. ソルティレイ, Soruti Rei) ist eine Anime-Fernsehserie des Studios Gonzo und AIC. Die Serie wurde in Form eines Mangas adaptiert und in mehrere Sprachen übersetzt.
Das Werk lässt sich in die Genre Action, Drama und Science Fiction einordnen.

## Handlung
In einer fernen Zukunft werden die Menschen in zwei Gruppen eingeteilt: Registrierte und Unregistrierte. Die zwei Gruppen werden von einer großen Mauer getrennt. Roy Revant, ein registrierter Mann und Kopfgeldjäger, findet eines Tages das Robotermädchen Solty. Solty passt sich mit der Zeit an die Menschen an und verhält sich immer mehr wie einer. Dennoch vergisst sie nicht, dass sie ein Roboter ist. Roy beginnt mit Solty die Suche nach seiner Tochter Rita Revant. Die Spur führt sie zu Rose Anderson. Doch diese streitet zunächst ab, dass sie die Tochter von Roy ist.

## Produktion und Veröffentlichung
Die Serie wurde im Jahr 2005 von Studio Gonzo und AIC unter der Regie von Yoshimasa Hiraike produziert. Das Charakter-Design entwarf Shujirō Hamakawa und künstlerischer Leiter war Toshihiro Kohama. Die Serie wurde ab dem 6. Oktober 2005 durch den Sender TV Asahi in Japan ausgestrahlt.
Der Anime wurde auf Englisch durch die Sender Animax-asia und Anime Selects ausgestrahlt, auf Spanisch durch Animax Latin America. Er wurde außerdem ins Französische und Portugiesische übersetzt.
Auf Deutsch ist die Serie bei OVA Films erschienen und wurde ab 13. September 2007 durch Animax ausgestrahlt.

### Synchronisation
Die deutsche Fassung wurde in den G&G Tonstudios synchronisiert.
| Rolle            | Japanischer Sprecher (Seiyū) | Deutscher Sprecher |
| ---------------- | ---------------------------- | ------------------ |
| Solty Revant     | Momoko Saitō                 | Maximiliane Häcke  |
| Roy Revant       | Jōji Nakata                  | Hans Bayer         |
| Rose Anderson    | Masumi Asano                 | Ranja Bonalana     |
| Miranda Maverick | Sayaka Ōhara                 | Marie Bierstedt    |
| Kasha Maverick   | Natsuko Kuwatani             | Katja Liebing      |
| Yūto K. Steel    | Hiro Shimono                 | Heiko Obermöller   |
| Accela Warrick   | Mamiko Noto                  | Sarah Brückner     |
| Will             | Takeshi Kusao                | René Dawn-Claude   |

### Musik
Die Musik der Serie wurde komponiert von Toshiyuki Omori. Für den Vorspann verwendete man das Lied clover von meg rock. Abspanntitel sind:
- Float ~Sora no Kanata e~ von Tomoe Oumi
- Return To Love von Tomoe Oumi
- pieces von R・O・N feat. Junko
- Return to Love ~Full ver.~ von Tomoe Oumi
- wish von meg rock

Die Musik zur Serie erschien in Japan auch auf CD.

## Manga
Ab Juni 2006 erschien beim Verlag Ichijinsha in Japan ein Manga zur Serie vom Autor Noboru Kibuya und dem Zeichner Takimiya Kazutaka. Die Adaption mit dem Titel SoltyRei ~ Aka no Shukujo (SoltyRei―赤の淑女―) erschien zunächst im Magazin Gekkan Comic REX und später in einem Sammelband.